# Hypsiscopus plumbea
Espèce
Synonymes
- Homalopsis plumbea Boie, 1827
- Enhydris plumbea (Boie, 1827)

Statut de conservation UICN

 LC  : Préoccupation mineure
Hypsiscopus plumbea est une espèce de serpents de la famille des Homalopsidae.

## Répartition
Cette espèce se rencontre  :
- à Taïwan ;
- en République populaire de Chine à Hong Kong et au Hainan ;
- au Viêt Nam ;
- au Laos ;
- au Cambodge ;
- en Thaïlande ;
- en Malaisie ;
- en Indonésie ;
- en Birmanie ;
- en Inde.

## Publication originale
- Boie, 1827 : Bemerkungen über Merrem's Versuch eines Systems der Amphibien, 1. Lieferung: Ophidier. Isis von Oken, Jena, vol. 20, p. 508-566 (texte intégral)